# Leslie Howard
Leslie Howard (Forest Hill, 3 april 1893 – Golf van Biskaje, 1 juni 1943) was een Engels acteur, toneelregisseur en producent.

## Jeugdjaren
Howard werd als Leslie Howard Steiner geboren als zoon van de Hongaarse Jood Ferdinand Steiner en Britse Jood Lillian Blumberg. Hij volgde zijn studie aan het Dulwich College in Londen. Hij werkte hierna als bankkassier voordat hij het leger in ging toen de Eerste Wereldoorlog uitbrak. Hij werkte voor de Royal Northumberland Fusiliers, totdat hij ernstige verwondingen opliep en genoodzaakt was terug te keren naar Engeland.

## Theatercarrière
Terug in Londen begon hij in 1917 een carrière in het theater. Zijn succes als acteur kreeg hij toen hij verhuisde naar New York en op Broadway rollen kreeg in memorabele toneelstukken, waaronder Aren't We All? (1923), Outward Bound (1924) en The Green Hat (1925).
Echter, Howard werd pas een ster in 1927, toen hij de hoofdrol kreeg in Her Cardboard Lover. Hij werd enorm succesvol toen hij in 1929 te zien was in Berkeley Square. Het resultaat hiervan was dat hij het jaar erop ook in Hollywood een carrière begon.
Howard was ook regelmatig de regisseur of producent van de Broadway stukken waarin hij rollen had. Daarnaast schreef hij het toneelstuk Elizabeth Sleeps Out. Het stuk ging in 1936 in première, maar hij was er niet in te zien.
Ondanks zijn bijdragen achter het doek, was hij meeral bekend als acteur. Bij het publiek in de jaren 30, is hij het best bijgebleven voor zijn rollen in de stukken The Animal Kingdom (1932) en The Petrified Forest (1935). Beide stukken werden verfilmd.
Howards laatste toneelstuk Hamlet flopte enorm. Het was rond dezelfde tijd te zien als een ander Shakespeare stuk van John Gielgud. Gielguds stuk werd een groot succes, terwijl Hamlet van Howard niet meer dan 39 keer opgetreden werd.

## Filmcarrière

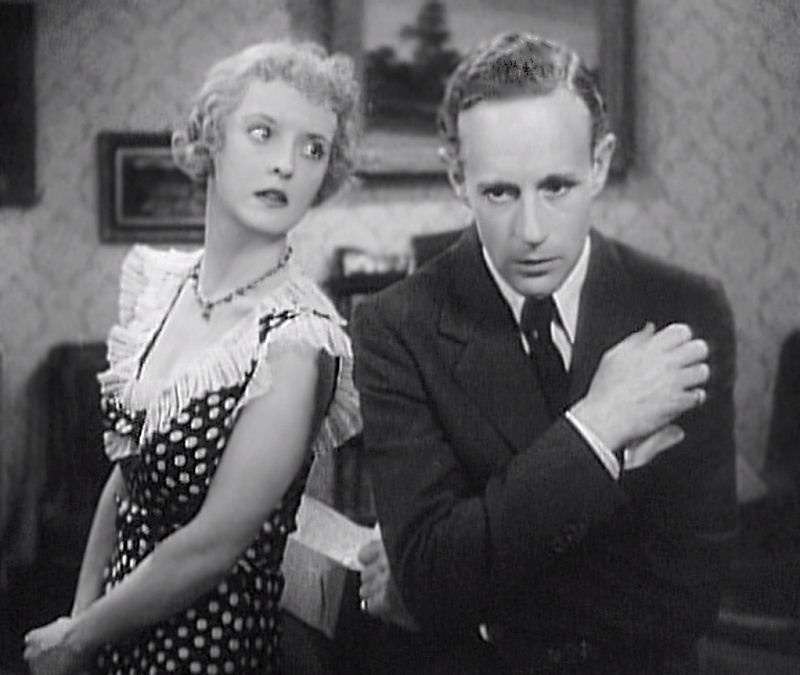
Howard naast Bette Davis in Of Human Bondage (1934)

Howard begon vanaf 1930 in films te acteren en speelde vooral terughoudende Engelsmannen uit de bovenklasse. Voor zijn rol in Berkeley Square (1933) werd hij genomineerd voor een Academy Award voor Beste Acteur.
In 1934 was hij te zien naast Bette Davis in Of Human Bondage. In 1936 was Howard opnieuw te zien naast Bette Davis in The Petrified Forest. Het was Howard die bleef aandringen dat Humphrey Bogart de rol zou krijgen van gangster Duke Mantee. Ze waren eerder samen te zien in het toneelstuk van de film en werden vrienden voor het leven.
Howard is waarschijnlijk het best bekend vanwege zijn vertolking van Ashley Wilkes in de film Gone with the Wind (1939). Hij vond het leven in Hollywood echter uitermate oncomfortabel en keerde niet veel later terug naar Engeland, waar hij een bijdrage deed aan de Tweede Wereldoorlog. Hij deed dienst en regisseerde enkele films over de oorlog, waarin hij ook verscheen. In The First of the Few vertolkt hij de rol van Reginald Mitchell, de man die het befaamde gevechtsvliegtuig Spitfire ontwikkelde uit een wedstrijdvliegtuig.

## Dood

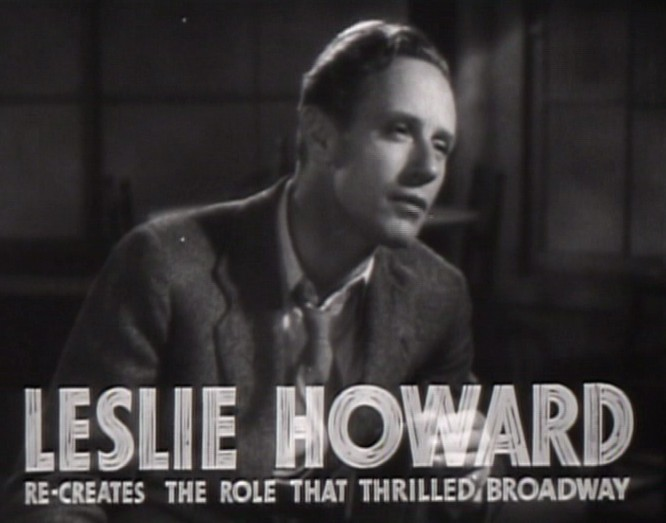
Leslie Howard in The Petrified Forest

Howard stierf op 1 juni 1943 toen hij van Lissabon naar Engeland terugkeerde met de BOAC vlucht 777. Het KLM-toestel Ibis dat de vlucht uitvoerde, werd boven de Golf van Biskaje neergeschoten door een aantal Duitse Junkers Ju 88's. Dit is bekend geworden als het Ibis-incident. Er gaan geruchten dat Howard tijdens de oorlog betrokken was bij de Engelse geheime dienst of dat de Duitsers dachten dat premier Winston Churchill aan boord zou zijn. Howards manager Alfred Chenhall had een fysieke gelijkenis met Churchill, terwijl Howard lang en dun was, net zoals Churchills bodyguard Walter H. Thompson. Churchill schreef in zijn autobiografie dat hij berouw heeft van het feit dat zijn activiteiten misschien invloed hebben gehad op het neerhalen van het vliegtuig, en daarmee op Howards overlijden.
In boeken als Bloody Biscay, Flight 777 en In Search of My Father (geschreven door zijn zoon Ronald Howard) wordt gedetailleerd beschreven hoe de Duitsers erop uit waren Howard te vermoorden. Zijn werk voor de inlichtingendienst en de kans om een belangrijk persoon uit Engeland neer te halen zou een oorzaak zijn van de aanval op het vliegtuig. Ronald Howard beschrijft ook dat de Duitsers wisten waar Churchill zich ondergedoken hield en dat ze niet zo naïef waren om te denken dat hij alleen zou reizen.

## Persoonlijk leven
Howard trouwde in 1916 met Ruth Martin. Ze kregen samen twee kinderen, waaronder Ronald Howard. Hij werd ook acteur en is tegenwoordig vooral bekend van zijn vertolking van Sherlock Holmes in een televisieserie uit 1954. Daarnaast schreef hij het boek In Search of My Father.

## Filmografie
- Bibsys: 2208
- Biblioteca Nacional de España: XX1177245
- Bibliothèque nationale de France: cb13162742b (data)
- Catàleg d'autoritats de noms i títols de Catalunya: 981058525279306706
- Gemeinsame Normdatei: 118775138
- International Standard Name Identifier: 0000 0001 2123 8438
- Library of Congress Control Number: n81095890
- National Archives and Records Administration: 16703238
- Nationale Bibliotheek van Tsjechië: xx0033908
- Nationale bibliotheek van Australië: 36552477
- Nationale Bibliotheek van Israël: 987007279386905171
- Nationale Bibliotheek van Polen: a0000002363944
- Nederlandse Thesaurus van Auteursnamen: 175758360
- Istituto Centrale per il Catalogo Unico: RAVV088572
- SNAC: w6j96d5c
- Système universitaire de documentation: 027319377
- Trove: 1288281
- Virtual International Authority File: 22278306
- WorldCat: E39PBJw8TFM4VGxx9Kg6pTKKh3